# Odorrana supranarina
Espèce
Synonymes
- Rana supranarina Matsui, 1994

Statut de conservation UICN

 EN B1ab(iii) : En danger
Odorrana supranarina est une espèce d'amphibiens de la famille des Ranidae.

## Répartition
Cette espèce est endémique des îles Ishigaki-jima et Iriomote-jima dans les îles Yaeyama dans l'archipel Nansei au Japon,.

## Description
Odorrana supranarina, qui appartient au groupe Odorrana narina, en est la plus grande (d'où le préfixe supra). Elle mesure de 60 à 76 mm pour les mâles et de 82 à 103 mm pour les femelles. Sa coloration varie du brun clair au brun verdâtre. Elle vit dans les mêmes biotopes que Odorrana  utsunomiyaorum, toutefois elle s'en distingue par une taille plus importante et des pattes arrière plus longues.

## Publication originale
- Matsui, 1994 : A taxonomic study of the Rana narina complex, with description of three new species (Amphibia: Ranidae). Zoological Journal of the Linnean Society, vol. 111, p. 385-415.